# Regan Magarity
Regan Ayleen Magarity (Norrköping, 30 aprile 1996) è una cestista svedese.
È la figlia di Bill Magarity e la sorella di Will Magarity.

## Carriera
È stata selezionata dalle Connecticut Sun al terzo giro del Draft WNBA 2019 (33ª scelta assoluta).
Con la Svezia ha disputato il Campionato europeo del 2019.